# Неосторожность (фильм)
«Неосторожность» (англ. The Unguarded Moment) — цветной фильм нуар режиссёра Гарри Келлера, который вышел на экраны в 1956 году.
Действие фильма происходит в небольшом американском городке, где учительница Лоис Конуэй (Эстер Уильямс) начинает получать анонимные любовные письма, а затем сталкивается и с открытыми домогательствами со стороны ученика, которому поначалу удаётся оставаться неопознанным. Когда Лоис наконец узнаёт в нём звезду школьной футбольной команды Леонарда Беннетта (Джон Сэксон), дело доходит до директора школы и грозит крупным скандалом, который Лоис пытается урегулировать так, чтобы ученик не пострадал. Тем временем детектив Гарри Грэм (Джордж Нейдер) начинает роман с Лоис и одновременно следит за Леонардом, подозревая, что тот, возможно, причастен к убийству женщины, которое недавно произошло в городе. Однако в итоге на Лоис нападает отец юноши (Эдвард Эндрюс), который после неудачного брака возненавидел женщин.
Несмотря на некоторые сюжетные недостатки, критики в целом положительно оценили картину, отметив её напряжённую атмосферу и саспенс, а также постановку остающихся актуальными и сегодня тем женоненавистничества и домогательств.

## Сюжет
В небольшом городке Огден вечером около здания местной школы совершено убийство женщины, расследование которого ведёт детектив, лейтенант Гарри Грэм (Джордж Нейдер). На следующее утро на школьном стадионе молодая, привлекательная учительница музыки Лоис Конуэй (Эстер Уильямс) занимается с группой чирлидеров, после чего ведёт их в городское безалкогольное кафе. Там взгляды девушек-чирлидеров устремляются на звезду школьной футбольной команды Леонарда Беннетта (Джон Сэксон). В кафе также находится уважаемый в городе бизнесмен, отец Леонарда, мистер Беннетт (Эдвард Эндрюс), который явно проявляет чрезмерную опеку о сыне и следит за каждым его шагом. Дав Леонарду несколько минут, чтобы поговорить с друзьями, мистер Беннетт подсаживается к Лоис, в восторженных тонах рассказывая о своём сыне, после чего говорит, что воспитывает его в одиночку и намерен дать ему всё то, чего был из-за болезни лишён в детстве сам. После его ухода Лоис заглядывает в свою сумочку, где видит записку, на которой написано «Дорогая учительница». Полагая, что записку положил Сэнди Крапп (Джон Уайлдер), её обожатель их числа школьников, она поворачивается к Сэнди, давая недоумевающему парню понять, что между ними ничего не будет.
Вскоре Лоис получает ещё несколько аналогичных анонимных записок, и, в конце концов предупреждает учеников в своём классе, что если записки не прекратятся, то дело дойдёт до директора, и автора записок вычислят, что может грозить ему исключением из школы и лишением возможности поступить в колледж. Когда она получает очередную записку с приглашением на свидание поздно вечером в раздевалке на стадионе, Лоис решает пойти, чтобы образумить своего поклонника. Однако в раздевалке отключён свет, и когда она заходит внутрь, то видит только луч направленного на неё фонарика, и потому не может понять, кто находится в комнате. Подозревая, что имеет дело со школьником, Лоис пытается максимально деликатно донести до него мысль, что его поведение может иметь для него негативные последствия. Тем временем парень с фонариком начинает пугать Лоис и делать двусмысленные замечания. Когда она призывает его остановиться, парень набрасывается на неё. После непродолжительной борьбы Лоис вырывается из его объятий и в разорванной одежде выбегает на улицу. Её подбирает полицейская машина, доставляя в участок к Гарри. Лоис однако отказывается выдвигать какие-либо обвинения против нападавшего, утверждая, что кто бы это ни был, это не преступник, а старшеклассник, просто подросток, которому нужна помощь. Когда Лоис сообщает, что её сумочка с ключами от дома осталась в раздевалке, Гарри поручает одному из полицейских отвезти учительницу домой и вскрыть её дверной замок. Когда Лоис входит в квартиру, то видит на столе свою сумочку, а также обнаруживает, что из письменного стола пропали адресованные ей записки. Догадавшись, что в доме кто-то есть, Лоис просит его уйти, открывает дверь, отворачивается и выключает свет, чтобы не увидеть его лицо. В темноте некто выскакивает на улицу, и когда он оказывается на освещённой проезжей части, Лоис видит, что это Леонард. Добравшись до своего дома, Леонард забирается по решётке снаружи на второй этаж, и, проникнув через окно в свою комнату, быстро ложится в кровать за мгновение до того, как в его комнату входит отец. Мистер Беннетт, озабоченный своими мыслями, «будит» сына, и начинает вспоминать о его матери, которая сбежала от них, когда Леонарду было пять лет, далее заявляя, что женщины способны на подлые вещи. После этого мистер Беннетт предупреждает сына, что если тот провалит всё то, во что он вложил годы своей жизни, то он жестоко его накажет.
На следующий день Лоис приходит к директору школы мистеру Пендлтону (Лес Тремейн), рассказывая о записках и о том, что произошло прошлым вечером. Однако когда вызывают Леонарда, тот всё категорически отрицает, утверждая, что ничего этого не было. После ухода школьника Лоис сообщает директору, что, по её информации, отец не разрешает Леонарду встречаться с девушками. Не желая раздувать скандал, который может повредить репутации школы, мистер Пендлтон просит Лоис представить какие-либо доказательства, подкрепляющие её слова. Позиция руководителя школы, не доверяющего своему преподавателю, расстраивает Лоис. По школе тут же распространяется слух, что Лоис встречается с Леонардом, и директор предупреждает её, чтобы она вела себя максимально осторожно. Лоис жалуется коллеге, что ученики стали непослушными на её уроках, а другие учителя, как ей кажется, сплетничают у неё за спиной. Во время обеденного перерыва в школе кто-то по громкой связи издевательски шутит над Лоис, намекая на её отношения из одним из учеников. Чтобы урегулировать ситуацию, Лоис просит Леонарда выйти с урока для конфиденциального разговора, однако, оставшись вдвоём в коридоре он обвиняет её в том, что она сама пришла на свидание в раздевалку, а затем угрожающе заявляет ей, что эта школа, вероятно, недостаточно велика для них обоих.
После занятий Гарри заезжает за Лоис, чтобы подвезти домой. По дороге он рассказывает, что в городе произошла серия нападений на женщин, одно из которых закончилось убийством, и детектив не исключает, что Леонард может быть причастен к ним и просит показать ему записки, которые она получала. Лоис рассказывает, что они были украдены, когда неизвестный школьник проник в её дом и вернул сумочку. Хотя Лоис пытается защищать учеников, Гарри приезжает к ней домой, снимая отпечатки пальцев со стола и с сумочки, утверждая, что речь идёт о краже со взломом. Затем они пьют кофе, и Гарри предлагает заехать за ней завтра, чтобы отвезти на футбольный матч. Вечером Лоис навещает мистера Беннетта, чтобы объяснить ему ситуацию, однако тот обвиняет учительницу в том, что она приглашает к себе в дом старшеклассников, после чего высказывает свои женоненавистнические взгляды, говоря, что только отец может позаботиться о мальчике. Когда он просит её немедленно удалиться, Лоис говорит, что этим делом уже занимается полиция. Мистер Беннетт пугается, заявляя, что это придаёт делу «нездоровую атмосферу», и просит взглянуть на это дело «по-человечески». Тогда Лоис предлагает обсудить всё вместе с Леонардом, однако когда мистер Беннетт поднимается в комнату сына, то видит, что его там нет. Спустившись, он говорит Лоис, что мальчик спит, и он не будет его будить. В это самое время, находясь в городе, Леонард проникает в закрывающееся безалкогольное кафе, где начинает агрессивно приставать к знакомой официантке, которой удаётся от него освободиться, лишь когда к кафе подъезжает её парень.
В уик-энд Гарри, который начал ухаживать за Лоис, идёт вместе с ней на футбольный матч школьной команды. Во время игры Гарри незаметно заходит в раздевалку, где снимает отпечатки с вещей Леонарда. Вечером Гарри сопровождает Лоис на школьные танцы, сообщая по дороге, что отпечатки, оставленные в её квартире, совпали с отпечатками Леонарда, что является основанием арестовать его за кражу со взломом. Когда Лоис просит его не предпринимать таких мер против ребёнка, Гарри напоминает ей, что в городе произошло несколько нападений на женщин, одна из которых была убита. Гарри обещает, что если Леонард замешан только в незаконном появлении в её квартире, он проведёт с ним беседу и отпустит, однако он должен быть уверен, что Леонард не замешан в чём-то более серьёзном. Лоис однако продолжает защищать Леонарда и просит не трогать его, на что Гарри отвечает, что всё это может плохо закончиться. На танцах после ухода Гарри Лоис отзывает Леонарда в сторону и сообщает, что его отпечатки обнаружены в её квартире. Леонард, кажется, хочет что-то рассказать Лоис. Однако, мистер Беннетт, заметив их вместе, немедленно подходит и прерывает разговор, уводя сына. Несколько минут спустя Леонард подходит к Лоис и просит встретиться с ним для разговора наедине в гардеробе. Когда Лоис заходит в гардероб, то видит там мистера Беннетта, Пендлтона и двух членов совета школы, которые обвиняют Лоис в романе с подростком. Мистер Беннетт также заявляет, что у неё больное, развращённое сознание, а директор школы вызывает её в свой кабинет в понедельник утром.
Расстроенная коварным поступком ученика, которому доверяла, Лоис приходит домой, где на пороге видит ожидающего её Гарри. Лоис просит детектива арестовать Леонарда, так как больше не переживает за него, после чего в слезах падает детективу на грудь. Она называет поступок Леонарда самым низким и грязным, который она когда-либо видела. Гарри целует её и уходит, чтобы доставить Леонарда в участок. Леонард заявляет, что Лоис просто сумасшедшая, а его отпечатки были кем-то скопированы и перенесены в её комнату. Вскоре появляется мистер Беннетт в сопровождении адвоката мистера Бриггса (Эдвард Платт), которым Гарри объясняет, что Леонард задержан по подозрению в краже со взломом и возможном участии в нападении на женщин. Мистер Беннетт утверждает, что против Леонарда нет никаких улик, и кроме того, намекает на то, что у Гарри есть в деле личный интерес, вспоминая, что видел детектива вместе с Лоис на сегодняшнем футбольном матче, и как потом они вместе пришли на танцы. Когда мистер Беннетт пытается увести Леонарда домой, Гарри не даёт этого сделать, заявляя, что задерживает его как подозреваемого в убийстве. Леонард проводит в участке несколько суток, однако Гарри так и не удаётся получить его признание. Леонард лишь меняет показания, заявляя, что Лоис сама пригласила его к себе в дом, чтобы помочь открыть ящик стола. Гарри заезжает к Лоис домой, где даёт ей прослушать запись допроса, уверяя её, что мальчик заговорит. На прощанье они целуются на глазах у откровенно наблюдающего за ними мистера Беннетта.
В понедельник утром Пендлтон, не получив от Лоис доказательств, подтверждающих её слова, отстраняет её от работы. Пока Гарри забирает её около школы, мистер Беннетт в участке убеждает сына не сознаваться, говоря, что все когда-то делают плохие вещи. Вечером мистер Беннетт наблюдает за окнами Лоис, которой звонит Гарри с просьбой поприсутствовать на следующем допросе Леонарда, рассчитывая, что, возможно, тогда юноша заговорит. Когда во время допроса Леонард просит Лоис помочь ему, она отвечает, что из-за него потеряла работу, репутацию и большинство друзей, но юноша утверждает, что не имеет никакого отношения к убийству. Во время допроса Гарри звонят по телефону, сообщая, что убийцу поймали, и он во всём сознался. Гарри однако не намерен отпускать Леонарда, но Лоис снимает против парня все обвинения и требует отпустить, а затем настаивает, чтобы Гарри отвёз его домой. Тем временем мистер Беннетт проникает в дом Лоис, где печатает на её машинке компрометирующее её любовное письмо, адресованное Леонарду, с приглашением на очередное свидание. Леонард, Лоис и Гарри втроём едут в такси, и по дороге Гарри довозит Лоис до дома, и, зайдя в квартиру, они нежно целуются, что видит спрятавшийся там мистер Беннетт. Отправив Гарри довести до дома Леонарда, Лоис проходит в спальню, где из шкафа мистер Беннетт наблюдает, как она раздевается. Тем временем Леонард, тронутый благородством Лоис, сознаётся детективу, что это он посылал Лоис любовные записки и напал на неё в стадионной раздевалке, а затем незаконно проник в её квартиру. По просьбе Леонарда, который хочет пройтись в одиночестве пешком, Гарри высаживает его из машины и уезжает.
Тем временем в квартире, услышав подозрительные звуки, Лоис выходит в соседнюю комнату и пытается позвонить по телефону в полицию. В этот момент мистер Беннетт выскакивает из своего укрытия, вырывает телефон и набрасывается на Лоис, осыпая её женоненавистническими эпитетами, а затем начинает душить. В этот момент к дому подъезжает Гарри, которому не терпится поделиться с Лоис новостями о признании Леонарда. Услышав доносящиеся из квартиры крики, Гарри вышибает входную дверь. Мистер Беннетт, который уже готов убить Лоис, при появлении Гарри бросает её и убегает через окно. Гарри преследует его по территории спального района, пока мистер Беннетт не добирается до собственного дома. Потеряв во время драки с Лоис ключи, он пытается забраться по решётке на второй этаж, чтобы проникнуть в дом через окно сына. Однако его сердце не выдерживает, он теряет сознание, падает вниз и умирает на глазах у Гарри и подошедшего Леонарда.
Несколько месяцев спустя, после занятий с чирлидерами Лоис приходит в кафе, где её ожидает Гарри. Он показывает ей фотографию улыбающегося Леонарда, который после окончания школы пошёл служить в армию. Повзрослевший Сэнди теперь увлечён танцами со своей одноклассницей и теперь едва замечает Лоис в то время, как за ней уже ходит новый влюблённый школьник.

## В ролях
- Эстер Уильямс — Лоис Конуэй
- Джордж Нейдер — лейтенант Гарри Грэм
- Джон Сэксон — Леонард Беннетт
- Эдвард Эндрюс — мистер Беннетт
- Лес Тремейн — директор школы Пендлтон
- Джек Альбертсон — Проф
- Дэни Крэйн — Джози Уоррен
- Джон Уайлдер — Сэнди Крапп
- Эдвард Платт — адвокат Бриггс
- Элинор Одли — секретарь мистера Пендлтона
- Роберт Уильямс — детектив

## Создатели фильма и исполнители главных ролей
Режиссёр фильма Гарри Келлер начинал голливудскую карьеру в 1939 году как киномонтажёр, а в период с 1949 по 1968 год поставил 23 фильма, большинство из которых были вестернами категории В. Келлер также выступил режиссёром нескольких фильмов в жанре нуар, среди которых «Белокурая бандитка» (1949), «Запятнанная репутация» (1950), «Человек боится» (1957), «Самка» (1958) и «Скатиться до террора» (1958).
Как написал историк кино Джефф Стаффорд, актриса Эстер Уильямс в 1955 году закончила свой контракт с Metro-Goldwyn-Mayer, где после исполнения в 1944 году главной роли в фильме «Прекрасная купальщица» была одной из звёзд студии. По словам Стаффорда, «в основе самых популярных звёздных фильмов Уильямс лежали её спортивные навыки и природная красота». Эти фильмы в жанровом плане «сочетали музыкальные номера с романтической комедией», а Уильямс в них обычно представала «в искусно поставленных номерах в бассейнах, озёрах и океанах». Как пишет киновед, «восхищение публики этой стандартной киноформулой в 1950-е годы ушло, и Уильямс оказалась вынуждена пересмотреть свою кинокарьеру, когда её возраст был уже за 30». По словам историка кино Хэла Эриксона, в этом фильме «Уильямс сыграла свою первую драматическую роль без плавания». Как далее пишет Стаффорд, после весьма скромных коммерческих результатов этого фильма «Уильямс однако не сдавалась и вернулась на экран в столь же перегретой мелодраме студии Universal под названием „Холодный ветер в Эдеме“ (1958), где её партнёром был Джефф Чандлер». Фильм показал себя в прокате не лучше, чем «Неосторожность», и после ещё двух киноролей в фильмах «Большое шоу» (1961) и «Волшебный фонтан» (1963) Уильямс прекратила сниматься для большого экрана, появляясь лишь в документальных фильмах и в специальных телепрограммах с рассказами о своей работе на MGM.
По информации Американского института киноискусства, Джон Сэксон дебютировал в кино годом ранее в фильме «Отбившиеся от рук» (1955). Как отмечают современные критики, компания Universal Pictures рассчитывала, что молодой актёр заполнит пустоту, которая возникал после гибели киноидола Джеймса Дина годом ранее. Сэксон получил тёплые отзывы и сыграл несколько главных ролей в серии молодёжных комедий 1950-х годов, а также в таких молодёжных фильмах нуар, как «Беспокойные года» (1959). Однако в 1960-е годы он перешёл на характерные роли, которые играл в кино и на телевидении, окончательно завершив свою карьеру в 2017 году.
К числу наиболее заметных картин актёра Джорджа Нейдера относятся фильмы нуар «Пересечь шесть мостов» (1955), «Свидание с тенью» (1957), «Человек боится» (1957), «Самка» (1958) и «Некуда идти» (1958). Он также много работал на телевидении, в частности играл главную роль в приключенческом сериале «Человек и вызов» (1959—1960) и заглавную роль в детективном сериале «Шэннон» (1960—1961).

## История создания фильма
Согласно информации Американского института киноискусства, история, положенная в основу фильма, написана по мотивам реального события, произошедшего годом ранее, когда студент колледжа был арестован за то, что писал угрожающие записки другому студенту.
Как пишет историк кино Джефф Стаффорд, «история создания фильма настолько же неожиданна, как и то, что главную роль в нём сыграла Эстер Уильямс». По информации «Голливуд репортер» от января 1956 года, фильм стал дебютом в качестве сценаристки для известной актрисы Розалинд Расселл, которая изначально написала историю для фильма под псевдонимом С. А. Макнайт (англ. C.A. McKnight). Как отмечено биографом актрисы Бернардом Т. Диком (англ. Bernard F. Dick) в книге «Мейм навсегда: Жизнь Розалинд Расселл» (англ. Forever Mame: The Life of Rosalind Russell), идея истории возникла у Расселл и сценариста Ларри Маркуса (англ. Larry Marcus). На основании этой идеи они здумали написать сценарий для фильма с её участием. Первый вариант сценария Маркуса и Расселл, где она выступала под псевдонимом С. А. Макнайт, имел рабочее название «Научи меня любить» (англ. Teach Me to Love), и был завершён в 1951 году. У Расселл однако не было времени продолжить работу над сценарием, так как в тот момент она была занята сразу в трёх крупных бродвейских постановках. В результате она не возвращалась к этому проекту вплоть до 1955 года, когда Маркус и сценарист Херб Мэдоу (англ. Herb Meadow) внесли очередные изменения в сценарий, который к этомк времени проходил под рабочими названиями «Ложь» (англ. The Lie) и «Скрытое сердце» (англ. The Hidden Heart). В окончательном варианте сценария, который назывался «Неосторожность», героиня не просто является жертвой, а пытается помочь студенту, и у неё возникает романтическая связь с расследующем дело лейтенантом полиции, который появляется вместо коллеги-учителя из изначального варианта истории.
Как позднее вспоминала об этой работе сама Розалинд Расселл: «Я часто работала над сценарным материалом при съёмках в кино, но лишь однажды я была указана в титрах как сценаристка. Молодой человек по имени Ларри Маркус и я придумали историю об учительнице, на которую нападает один из её учеников. Мы продали её человеку (по информации Американского института киноискусства, это была продюсерская компания Benagoss Productions, Inc.), который позднее продал её студии Universal. Студия сделала фильм с Эстер Уильямс, которая там очень хороша. Я получила удовольствие от работы с Ларри Маркусом. Чтобы мы могли сконцентрироваться на работе без тысячи прерываний, я вытащила его в Hotel Del Coronado на берегу моря, и изолировала его там, пока мы не закончили историю. Я понимала, что по-другому мы её никогда не закончим. Мы провели неделю за работой, и я отпускала его только в его комнату поспать. Примерно в пять часов каждый день я водила его на пляж и прогуливала его туда-сюда. Я ему говорила: „Это всё, что ты получишь, Ларри, этот воздух. Вдыхай его побольше, потому что после ужина мы снова начнём работать“».
Что касается Эстер Уильямс, которая на тот момент была знаменитой пловчихой и звездой гламурных мюзиклов, то этот фильм предоставил ей «первую возможность сыграть драматическую роль». Незадолго до того, Уильямс разорвала контракт с Metro-Goldwyn-Mayer, чтобы работать как фрилансер. Уильямс в своей автобиографии «Миллион долларов для русалки» (англ. The Million Dollar Mermaid) вспоминала: «Мне казалось, что это был странный выбор для Universal предложить мне главную роль в „сухом“ психологическом триллере, и я не была уверена, что публика примет меня без моих сверкающих корон и блестящих купальников. Тем не менее, Universal предложила мне 200 тысяч долларов, что было больше, чем я получала за какой-либо фильм на MGM с водой или без неё… Позднее, когда мы уже начали съёмки, Роз Расселл подошла ко мне на вечеринке и сказала: „Я слышала, что ты работаешь по моему сценарию“. Я посмотрела на неё непонимающе, после чего она объяснила, что это она написала сценарий фильма под псевдонимом С. А. Макнайт. Как сказала Расселл, „я писала эту роль под себя, но я уже слишком стара“».
Хотя во вступительных титрах Джон Сэксон указан третьим, в финальных титрах его имя стоит последним с фотографией и текстом — «Вы увидели нового актёра Джона Сэксона в роли Леонарда Беннетта».
Рабочим названием этого фильма было «Нежная сеть» (англ.  The Gentle Web). Фильм находился в производстве с 28 декабря 1955 года до конца января 1956 года. Премьера фильма состоялась 3 октября 1956 года, в широкий прокат фильм вышел в ноябре 1956 года.
Студия Universal попросила разрешения указать имя Расселл как автора сценария, чтобы использовать её популярность для дополнительной рекламы. Этот фильм стал единственным, где она указана в титрах как автор сценария под своим реальным именем, хотя позднее под именем С.А Макнайт она фигурировала как сценаристка фильма «Миссис Поллифакс, шпионка» (1971), в котором сыграла заглавную роль.

## Оценка фильма критикой
Как отмечает Стаффорд, хотя студия мощно рекламировала Уильямс в её первой крупной драматической роли после фильма Metro-Goldwyn-Mayer «Святой Гудлум» (1946), но оценки критиков и кассовые результаты «Неосторожности» не были впечатляющими. Вместе с тем, кинокритик Май Тэйни в The Chicago Tribune назвала фильм «приятным сюрпризом… хорошо продуманная история имеет саспенс, а диалоги отличны», а Джон Скотт написал в The Los Angeles Times, что фильм «несёт достаточно саспенса, чтобы удовлетворить самых фанатичных ценителей жанра».
Современный историк кино Стевен Вэгг назвал картину «триллером о преследовании порядочной женщины, удивительно суровым по отношению к женоненавистничеству мужчин в Америке 1950-х годов», а Хэл Эриксон отметил, что это «удивительно прозорливая история о сексуальных домогательствах на рабочем месте».
Современный киновед Джефф Стаффорд назвал картину «приятной, незатейливой, но чересчур неровной мелодрамой категории В, которая непреднамеренно подчеркивает ограниченность Уильямс как драматической актрисы, хотя внешне она по-прежнему выглядит великолепно». Фильм в постановке Келлера «ходит туда-сюда, пытаясь представить Уильямс как положительный образец для подражания студентам, в то же время подчёркивая её сексуальную привлекательность. Есть там и неубедительный романтический побочный сюжет — медленное, тлеющее ухаживание за Уильямс со стороны копа маленького городка (Нейдер)».
Историк кино Крейг Батлер, со своей стороны написал: «Очень соблазнительно обвинить Эстер Уильямс в неудачах фильма, поскольку знаменитая звезда плавания сыграла здесь свою первую роль без погружения в воду». Однако, как представляется, дело не в ней, а в «слабом сценарии (по истории Розалинд Расселл, которая наверняка была лучше по замыслу, чем по исполнению)». Батлер считает, что «это невероятно устаревшая история», и некоторые моменты в ней «вызовут у современной аудитории непреднамеренные смешки». Однако, как пишет критик, «даже принимая во внимание изменившиеся времена, в этом сценарии сильно не хватает реализма в психологической проработке и в нём много реплик, которые вынудят зрителя невольно поморщиться». Что же касается постановки Гарри Келлера, то она «рутинная, и ей не хватает ни тонкости, ни воображения».

### Оценка актёрской игры
По информации Американского института киноискусства, после выхода картины «некоторые рецензенты высоко оценили игру Эстер Уильямс, однако другие сожалели о смене ей своей среды». Как отметил современный критик Джефф Стаффорд, «определённо драматическая роль без сцен в купальнике и с сюжетом, который затрагивает моменты сексуально извращенной мужской психики — это было не то, что ожидала публика от бывшей суперзвезды MGM».
По мнению Стаффорда, «самым интересным аспектом фильма являются болезненные отношения между Джоном Саксоном (в его первой главной роли) в роли психологически травмированного парня, являющегося звездой футбольной команды, и его контролирующим отцом мистером Беннеттом (Эдвард Эндрюс), который несёт ответственность за хищническое поведение своего сына. На первый взгляд Беннетт — уважаемый в городе человек, но его официозное поведение скрывает его истинную личность психопата и женоненавистника. Хотя Эстер Уильямс и является главной звездой фильма, но именно неожиданно жуткая игра Эндрюса захватывает фильм и наполняет его скрытым настроением злобы и угрозы».
Как полагает Батлер, «Уильямс превосходна» в своей роли, и хотя «её игра не заслуживает награды, тем не менее, она делает то, что должна, вполне достойно». Остальные же актёры «за исключением слабого Джона Сэксона, делают с материалом всё, что в их силах, однако только Эдварду Эндрюсу удается подняться над ним своим запоминающимся жутким поворотом».